# Templo de Santiago Apóstol (Lampa)
El Templo de Santiago Apóstol de Lampa es una iglesia ubicada en la localidad de Lampa. El 20 de febrero de 1941 fue declarado como monumento histórico por el Instituto Nacional de Cultura.
Fue construida según las cartas enviadas por el obispo del Cusco, Manuel de Mollinedo y Angulo, entre los años 1675 y 1685.
Tiene una torre de 35m en la parte derecha de la portada. La iglesia fue construida con sillar rosado con la técnica de calicanto.
En su interior se encuentra una réplica de La Piedad de Miguel Ángel.
El 25 de julio se celebra a Santiago Apóstol, patrón de la ciudad.

## Galería

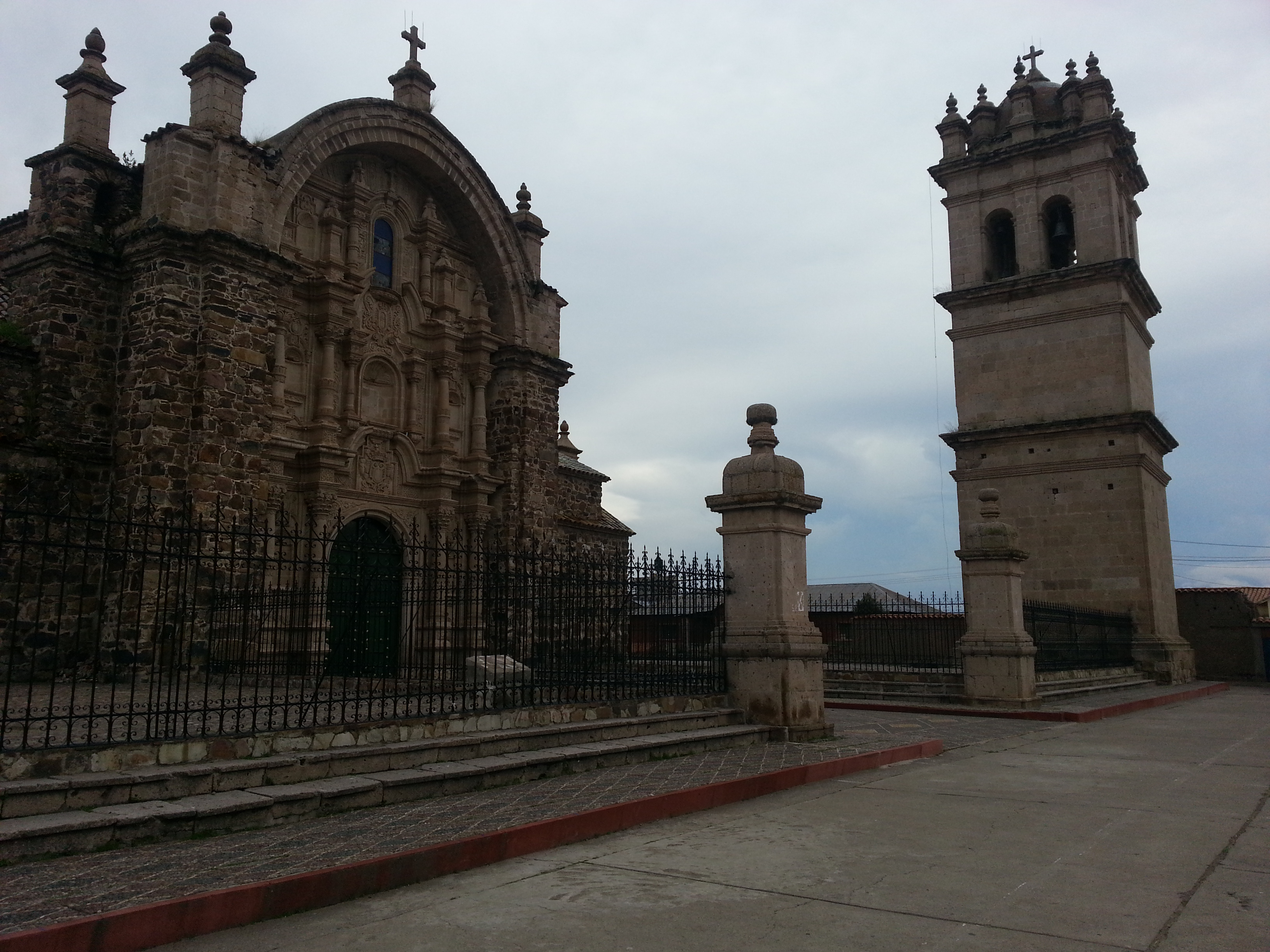
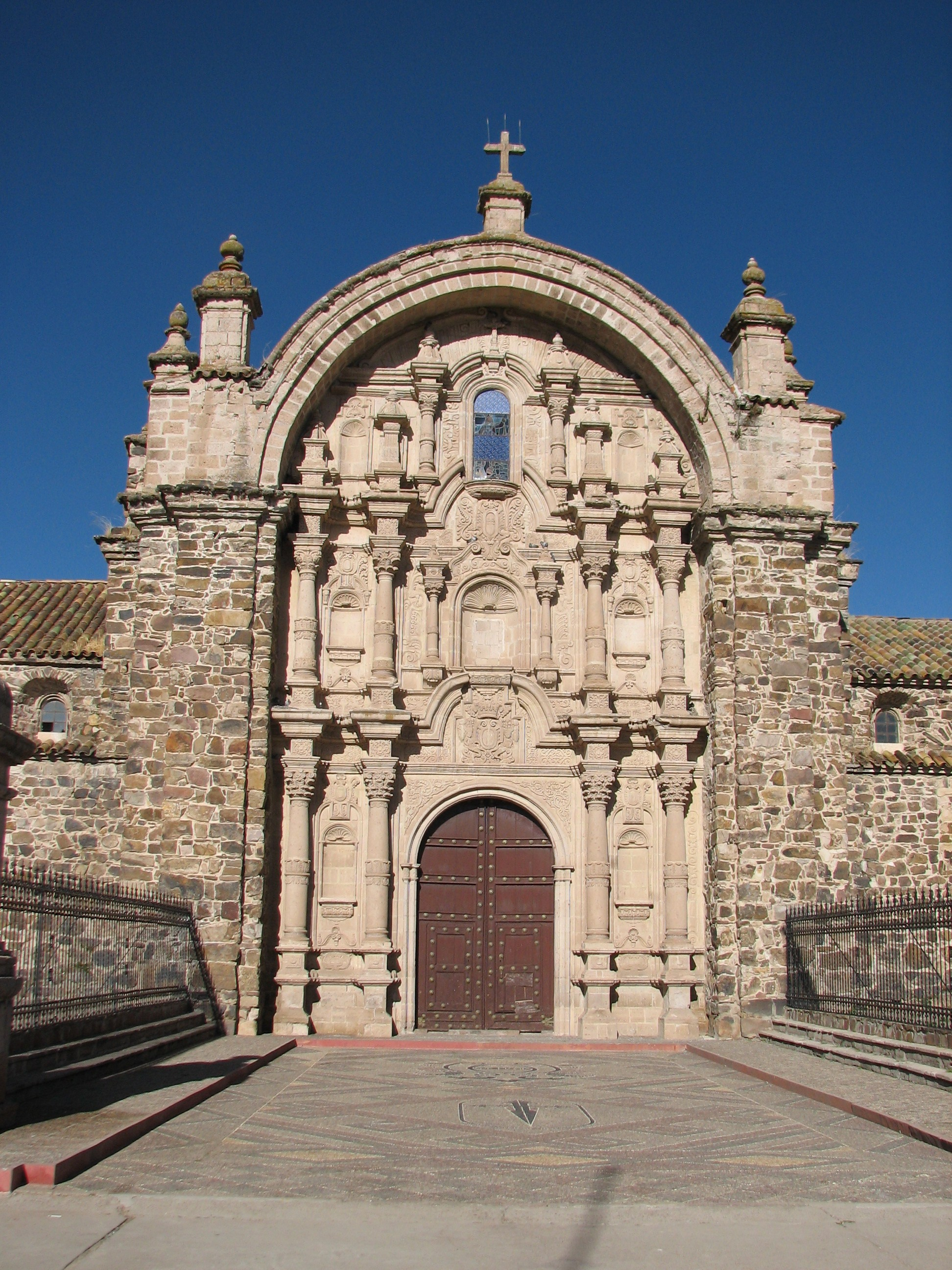
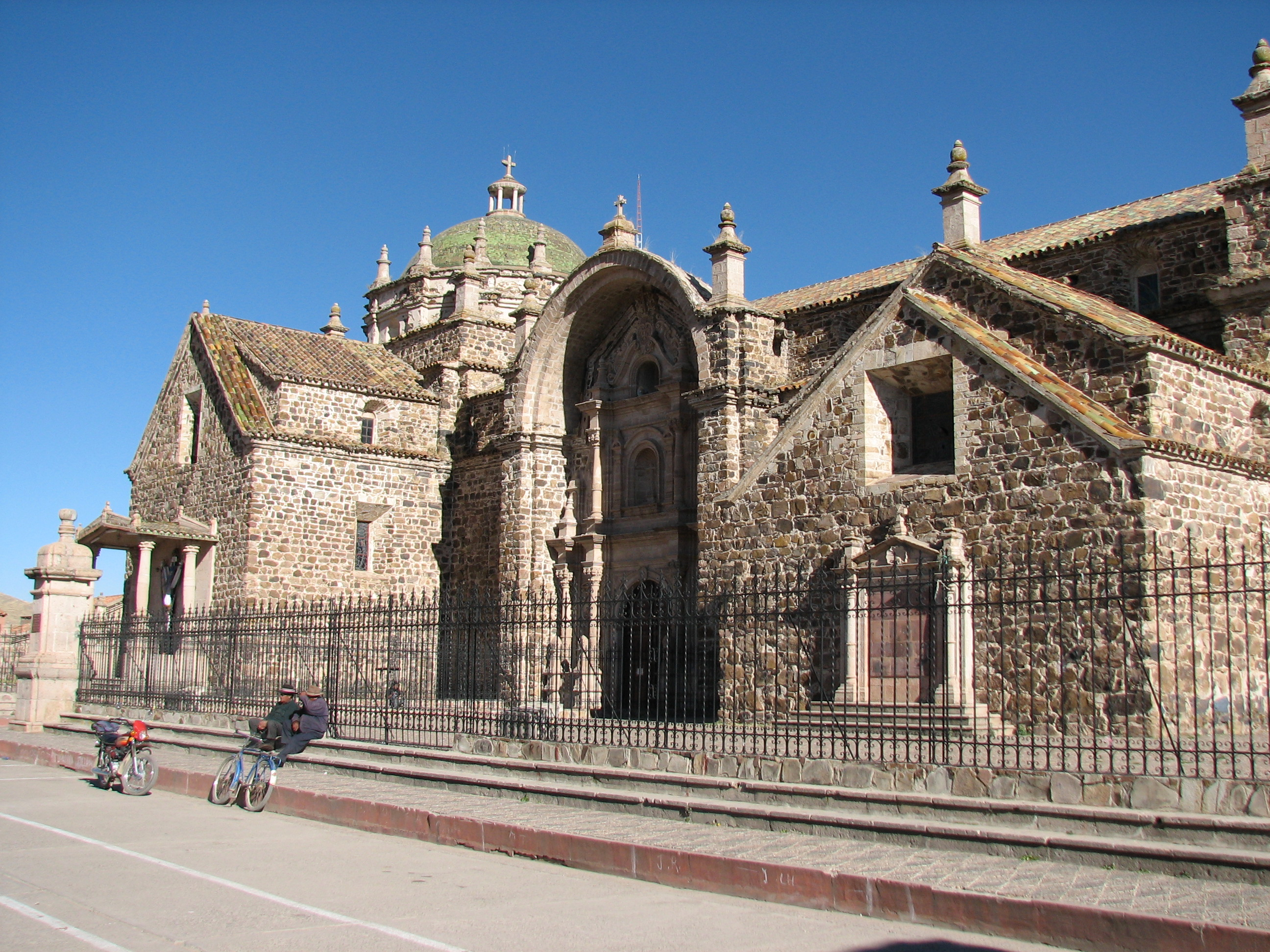